# Offler
Offler är en fiktiv gud skapad av Terry Pratchett.

## Kuriosa

Sobek har liksom Offler krokodilhuvud. De båda liknar även varandra utseendemässigt.

Offler har krokodilhuvud, något som försvårar hans uttal av "s". Offler är krokodilgud, därav utseendet. Offler avskyr spelet Mäktiga Riken, eftersom alla dör i slutet. Han är också accepterad gud främst i Djelibeybi. Offler kan vara inspirerad av den liknande guden Sobek, en gud från det egyptiska riket.